# Lantan
Lantan är ett grundämne och en lantanoid, och tillhör de sällsynta jordartsmetallerna. Dessa metaller har en stor efterfrågan inom bland annat elektronikindustrin.

## Historia
Lantan upptäcktes 1839 oberoende av varandra av svenskarna Axel Erdmann år 1839. och Carl Gustaf Mosander. Den senare isolerade lantanoxid ur ceria (oren ceriumoxid). Han fann att endast en del av den bildade oxiden kunde lösas i salpetersyra då han upphettade ceriumnitrat. Den lösliga oxiden kallade han lantana. År 1841 separerade han lantana i lantana och didymia (didym), varav den senare kom sedan han separerat ytterligare. Namnet kommer från grekiska lanthano, att ligga gömd.

## Egenskaper
Lantan är en silvervit metall som är mjuk och plastisk och kan formas med kniv. Den saknar biologisk funktion och är obetydligt giftig.

## Förekomst och framställning
Lantan förekommer i lantanoidmineral, t.ex. monazit, bastnäsit och cerit, och halten i jordskorpan är ca 40 ppm. Metallen kan framställas genom reduktion av vattenfri lantanklorid med litium.

## Användning
Lantan används i vissa legeringar och värmebeständiga material. En blandning av lantan med olika lantanoider kallas mischmetall, vilken bl. a. används som gnistbildare i tänddon.